# Cérès (1820)
Pour les articles homonymes, voir Cérès et Calypso (homonymie).
La Cérès était une des frégates de second rang à voiles construites entre 1812 et 1830 qui naviguèrent sur toutes les mers du monde et eurent un rôle important dans les conflits.
Cette frégate de 24 a été construite à Toulon sur des plans de Garnier. Elle est mise sur cale en juin 1820 et lancée le 17 mai 1823, pour entrer en service le 8 juillet. Elle change plusieurs fois de nom, rebaptisée Marie-Thérèse avant de finir comme Calypso.

## Caractéristiques
Cette frégate en bois de 2 130 tonneaux mesurait 51,96 mètres par 13,4 mètres par 4,23 mètres. Elle avait un équipage de 441 hommes et était armée de 30 canons longs de calibre 24, de 24 caronades de 24 et deux de 18 sur gaillards.
En 1830 étaient ajoutées deux caronades, avant que six soient enlevées en 1840. La dernière modification de 1850 ajoutait deux canons de 30 sur les gaillards.

## Navigation
Le 17 mai 1823 la Cères est renommée Marie-Thérèse avant d'être rebaptisé Calypso le 9 août 1830. Pendant les années 1831-1832 il fait campagne au Levant. Il subit une refonte en 1836 à Brest, puis est affecté à l'escadre de Toulon en 1842. En 1843 il appareille de Brest à destination des Antilles où il reste jusqu'au début de 1844.
La Calypso est désarmée le 11 janvier 1854 et deux mois plus tard devient un transport qui depuis Brest fait escale à Alger pour embarquer 500 hommes et se rend à Kamiesch (« baie des roseaux ») ; lors d'un deuxième voyage en 1855 venant de Toulon elle participe à la Guerre de Crimée. De Toulon elle repart pour Rochefort où elle est de nouveau désarmée et cette fois-ci transformée en caserne flottante en 1857.